# NGC 3805
NGC 3805 é uma galáxia elíptica (E-S0) localizada na direcção da constelação de Leo. Possui uma declinação de +20° 20' 37" e uma ascensão recta de 11 horas, 40 minutos e 41,6 segundos.
A galáxia NGC 3805 foi descoberta em 25 de Abril de 1785 por William Herschel.